# 中西信男
中西 信男（なかにし のぶお、1927年(昭和2年)8月10日 - 2000年(平成12年)11月5日）は、日本の青年・児童心理学者。大阪大学人間科学部教授を経て、大阪大学名誉教授。従四位勲三等瑞宝章。

## 略歴
東京生まれ。東京大学文学部卒業。
東京家庭裁判所、最高裁判所勤務、1976年大阪大学人間科学部教授、1991年定年退官、名誉教授、明治学院大学文学部教授（人格心理学）。
没後従四位勲三等瑞宝章受勲。

## 著書
- 『カウンセリングのための調査・検査の諸方法』明治図書出版 生徒指導問題双書、1968
- 『暴力の心理』福村出版、1970
- 『反抗の心理』福村出版、1971
- 『大学を決める 悔いのない進路決定のために』文研新書、1974
- 『帰属心と疎外感 人格はいかにして作られるか』日本経済新聞社・日経新書、1977
- 『関ケ原合戦の人間関係学 歴史心理学から見た家康の性格』新人物往来社、1983
- 『性格を知る』有斐閣双書Gシリーズ、1985
- 『ナルシズム 天才と狂気の心理学』講談社現代新書、1987
- 『覇者の心理 ヒトラー主義を解明する』有斐閣選書、1987
- 『アメリカ大統領の深層 最高権力者の心理と素顔』有斐閣選書、1988
- 『コフートの心理療法 自己心理学的精神分析の理論と技法』ナカニシヤ出版、1991
- 『大ナルシスト論 自己愛の帝国』三一書房、1993
- 『英智の心理』ナカニシヤ出版、1995
- 『ライフ・キャリアの心理学 自己実現と成人期』ナカニシヤ出版、1995

### 共編著
- 『人格の測定と診断』沢田慶輔、村田宏雄共著 誠信書房、1956
- 『学校心理学』富本佳郎、広井甫共編著 明治図書出版、1970
- 『沖縄の青年 その生活と意識』文沢義永、関｛山旬｝一共著 福村出版、1971
- 『学校進路指導 その基盤と現実的諸問題』広井甫共著 誠信書房、1978
- 『教育心理学』共編 福村出版、1978
- 『青年の心理と指導』編 福村出版、1979
- 『就職 大学生の選職行動』共編 有斐閣選書、1980
- 『進路を決める 高校生へのアドバイス』那須光章共著 有斐閣新書、1980
- 『心理学 10 自我・自己』鑪幹八郎共編 有斐閣双書、1981
- 『進路指導の心理と技術』広井甫共編著 福村出版、1981
- 『児童臨床心理学』共編 朝倉書店、1981
- 『信長・秀吉・家康の人間関係学』関峋一共著 新人物往来社、1981
- 『人格の心理と病理』篠置昭男共編著 福村出版、1982
- 『生徒指導・相談講座 5 学校・学級経営と生徒指導・相談』坂本昇一共編著 ぎょうせい、1982
- 『生徒指導・相談講座 2 自己指導を育てる生徒理解』坂本昇一共編著 ぎょうせい、1982
- 『カウンセリングのすすめ方 あなたもカウンセラー』那須光章、古市裕一、佐方哲彦共著 有斐閣新書、1983
- 『アイデンティティの心理』水野正憲、古市裕一、佐方哲彦共著 有斐閣選書、1985
- 『教育心理学』共編 日本文化科学社、1985
- 『現代青年の理解と指導』水野正憲共編著 福村出版、1985
- 『ナルシズム時代の人間学 自己心理学入門』佐方哲彦共著 福村出版、1986
- 『子どものためのカウンセリング』佐方哲彦、古市裕一、三川俊樹共著 有斐閣新書、1988
- 『人間形成の心理学 ライフサイクルを解明する』編 ナカニシヤ出版、1989
- 『講座教師の力量形成 第5巻 生徒指導と教育相談の力量』編 ぎょうせい、1990
- 『生徒指導・相談の心理と方法』神保信一共編著 日本文化科学社、1991
- 『ストレス克服のためのカウンセリング』三川俊樹、古市裕一共著 有斐閣選書、1993
- 『最新カウンセリング入門 理論・技法とその実際』渡辺三枝子共編 ナカニシヤ出版、1994
- 『新教職課程の教育心理学』三川俊樹共編 ナカニシヤ出版、1995
- 『精神分析的カウンセリング 精神分析とカウンセリングの基礎』葛西真記子、松山公一共著 ナカニシヤ出版、1997
- 『現代心理学 その歴史と展望』道又爾、三川俊樹共編著 ナカニシヤ出版、1998

### 翻訳
- J.F.マクゴーワン、L.D.シュミット編著『カウンセリング その理論と実際』広井甫共訳 国土社、1967
- ドナルド H.ブラッカー『開発的カウンセリング』神保信一共訳 国土社、1972
- D. シュルツ『健康な人格-人間の可能性と七つのモデル』古市裕一と共訳 川島書店、1982

### 論文
- 「反抗行動の発達的研究」 『教育心理学研究』 第6巻 3号 (1959)
- 武衛孝雄と共著 「職業価値観に関する研究」 『カウンセリング研究』 第1巻 (1962)
- 「大学生と職業従業員の間にみられる職業価値観の差異」 『職業科学』 第5巻 (1965)
- 「青年と職業」 沢田慶輔編 『青年心理学』 東京大学出版会 (1966)
- 「大学生の職業価値観」 『進路指導』 第3巻 (1968)
- 「異なる社会体制内の青年」 『現代青年心理学講座 2. 青年期の比較文化的考察』 金子書房 (1973)
- 「自我機能に関する心理学的研究」 『大阪大学人間科学部紀要』 10 (1982)
- 「青年期自我同一性地位に関する研究」 『大阪大学人間科学部創立十周年記念論文集』　(1983)